# Jelyzaveta Bryzhina
Jelyzaveta Viktorivna Bryzhina (in ucraino Єлизавета Вікторівна Бризгіна?; in russo Елизавета Викторовна Брызгина?, Elizaveta Viktorovna Bryzgina; Lugansk, 28 novembre 1989) è una velocista ucraina.
È figlia degli ex velocisti sovietici Viktor Bryzgin e Ol'ga Vladykina; condivide con sua madre il tempo del proprio record personale sui 200 m piani, 22"44, conseguito a Barcellona nel 2010.

## Palmarès
| Anno | Manifestazione    | Sede           | Evento      | Risultato | Prestazione | Note                                    |
| ---- | ----------------- | -------------- | ----------- | --------- | ----------- | --------------------------------------- |
| 2007 | Europei juniores  | Hengelo        | 200 m piani | Argento   | 23"66       |                                         |
| 2007 | Europei juniores  | Hengelo        | 4×100 m     | Argento   | 44"77       |                                         |
| 2008 | Mondiali juniores | Bydgoszcz      | 100 m piani | Batteria  | 12"21       |                                         |
| 2008 | Mondiali juniores | Bydgoszcz      | 200 m piani | Batteria  | 24"31       |                                         |
| 2010 | Europei           | Barcellona     | 200 m piani | Argento   | 22"44       |                                         |
| 2010 | Europei           | Barcellona     | 4×100 m     | Oro       | 42"29       | Miglior prestazione mondiale stagionale |
| 2011 | Universiadi       | Shenzhen       | 4×100 m     | Oro       | 43"33       |                                         |
| 2012 | Giochi olimpici   | Londra         | 4×100 m     | Bronzo    | 42"04       | Record nazionale                        |
| 2013 | Mondiali          | Mosca          | 200 m piani | dq        | dq          |                                         |
| 2013 | Mondiali          | Mosca          | 4×100 m     | Batteria  | 43"12       |                                         |
| 2016 | Europei           | Amsterdam      | 4×100 m     | 4ª        | 42"87       |                                         |
| 2016 | Giochi olimpici   | Rio de Janeiro | 200 m piani | Batteria  | 23"28       |                                         |
| 2016 | Giochi olimpici   | Rio de Janeiro | 4×100 m     | 6ª        | 42"36       |                                         |
| 2017 | Mondiali          | Londra         | 4×100 m     | Batteria  | 43"77       |                                         |
| 2017 | Mondiali          | Londra         | 4×400 m     | Batteria  | 3'31"84     |                                         |
| 2018 | Europei           | Berlino        | 200 m piani | Batteria  | 24"21       |                                         |